# ペドロ・サバリャ
ペドロ・サバリャ・バルキン（Pedro Zaballa Barquín、1938年7月29日 - 1997年6月4日）はスペイン・カンタブリア州カストロ・ウルディアレス出身の元サッカー選手。ポジションはFW。
7シーズン過ごしたFCバルセロナでは、209試合に出場した。

## 所属クラブ
- ラシン・サンタンデール 1958-1961
- FCバルセロナ 1961-1967
- CEサバデル 1967-1970
- レアル・オビエド 1970-1971